# 飯詰城
飯詰城（いいづめじょう）は、青森県五所川原市飯詰にあった日本の城（平山城）。

## 概要
西郭・主郭・東郭からなる平山城である。主郭は、北の糠塚川を堀とし、東西に広がる標高58.8メートルほどの高台にある。江戸時代の記録にも、「古城二十五間百四十間」(高楯城物語記載の貞永元年絵図)、「一古館 五反七畝歩 三箇所」(陸奥国津軽郡田舎庄飯詰村御検地二冊寄帳)とある。
城主は、寛政5(1793)年に編纂された『津軽編覧日記』の『古城古館之覚』という項に、
一、飯詰村ニ山城有、館主朝日左衛門尉と云（割書）一説朝日佐殿共有
とあるのみである。
（注：『陸奥史談第四輯』では割書を『一説朝日佐藤共有』としている）

## 歴史
康永3年（興国5・1344年）、万里小路藤房の息子朝日景房が築城したとされる(飯詰村史)。その後、朝日氏は浪岡氏に仕えた。天正16年（1588年）、津軽統一をもくろむ大浦為信の攻撃により、落城し、万里小路藤房より十代目の城主朝日行安は自害し、飯詰城は廃城となった。この城には、落城の際の白米伝説(詳しくは朝日行安を参照)や糠塚川に鎧を捨て、逃亡を企てたが、力尽き、主従は自害したという逸話が残っている。なお、「鎧留」の地名はその話に由来するという。また、落城の際に大浦方の道案内をした人物として、対馬右衛門太郎の名を挙げ、尻無方面（五所川原市）から攻め入ったという(方々由緒書)。また、阿部孫三郎信友の名をあげる資料もある(金木郷土史)。